# ألين إس. وايتنغ
ألين إس. وايتنغ (بالإنجليزية: Allen S. Whiting)‏ هو دبلوماسي أمريكي، ولد في 27 أكتوبر 1926، وتوفي في 11 يناير 2019.